# Масло пачули

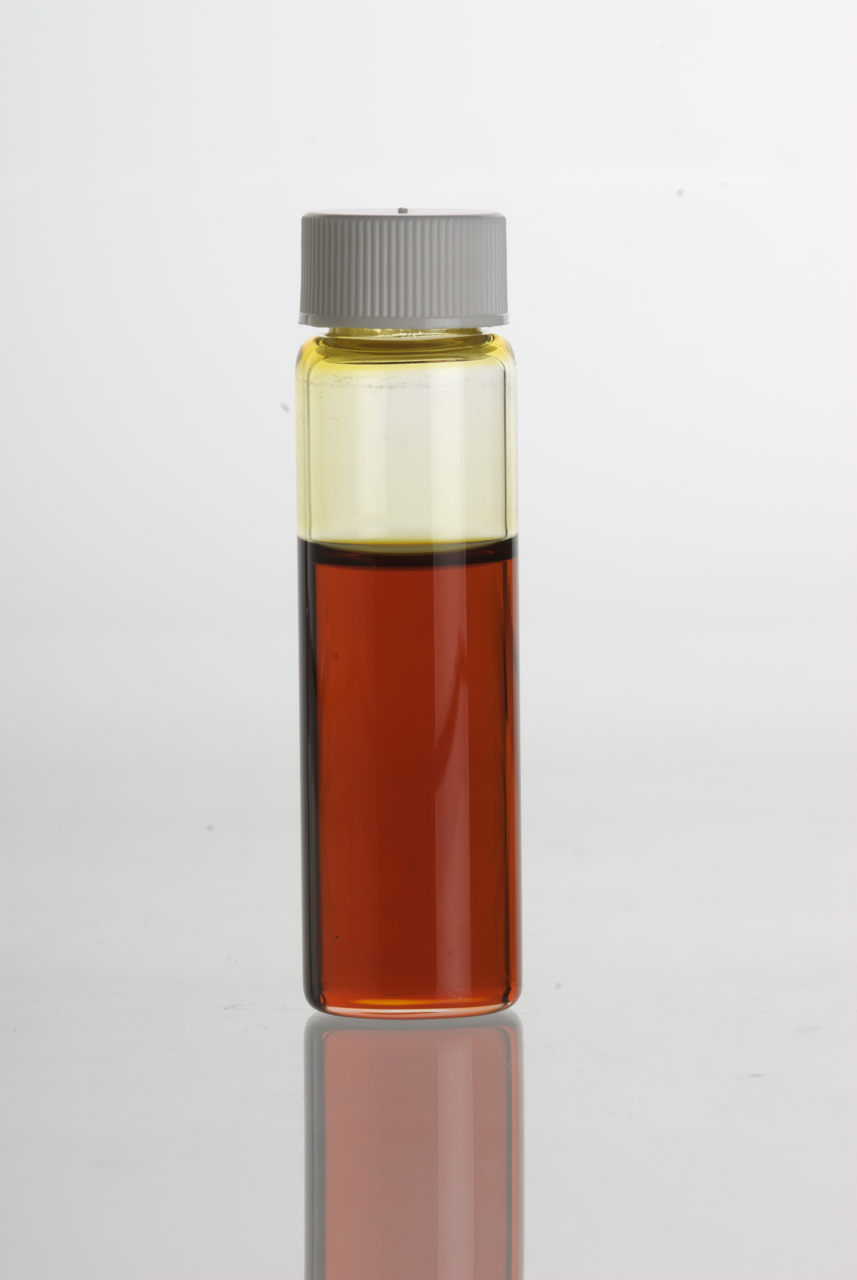
Масло пачули

Масло пачу́ли — эфирное масло, содержится в листьях кустарника пачули (Pogostemon cablin (Blanco) Bentham.).

## Свойства
Эфирное масло пачули — вязкая жидкость зелёного, зелёно-коричневого или красно-коричневого цвета, обладающая характерным запахом древесины с оттенком камфоры. Свежие листья пачули запаха не имеют. Растворимо в этаноле (1:10 — в 90%-м), бензилбензоате, диэтилфталате, растительных и минеральных маслах; нерастворимо в воде и глицерине. Устойчиво в слабых кислых и щелочных средах.
| {\displaystyle {\mbox{d}}_{20}^{20}} | {\displaystyle [{\mbox{n}}]_{\mbox{D}}^{20}} | {\displaystyle [\alpha ]_{\mbox{D}}^{20}} |
| ------------------------------------ | -------------------------------------------- | ----------------------------------------- |
| 0,955 ÷ 0,983                        | 1,5050 ÷ 1,5120                              | -40 ÷ -66                                 |

## Химический состав
В состав масла входят пачулол, нонпачулол, бензальдегид, эвгенол и другие компоненты.

## Получение
Получают из ферментированных и высушенных листьев путём длительной отгонки с перегретым паром, выход масла около 2%.
Основные производители — Индонезия, Китай, Индия, Малайзия.

## Применение
Применяют как компонент парфюмерных композиций (нижняя нота).
В Индии используется в лечебных целях.
В современной ароматерапии используется редко.